# Carfentanil
Carfentanilul este un analgezic opioid sintetic, analog de fentanil, utilizat ca anestezic (pentru menținerea anesteziei generale) doar pentru uz veterinar, la animalele de talie mare. Este unul dintre cele mai potente opioide, fiind de 100 de ori mai puternic decât fentanil.
Carfentanil a fost sintetizat pentru prima dată în anul 1974 de către chimiștii de la Janssen Pharmaceutica.
În cazul supradozei cu carfentanil se poate administra naloxonă.:23